# Second Life

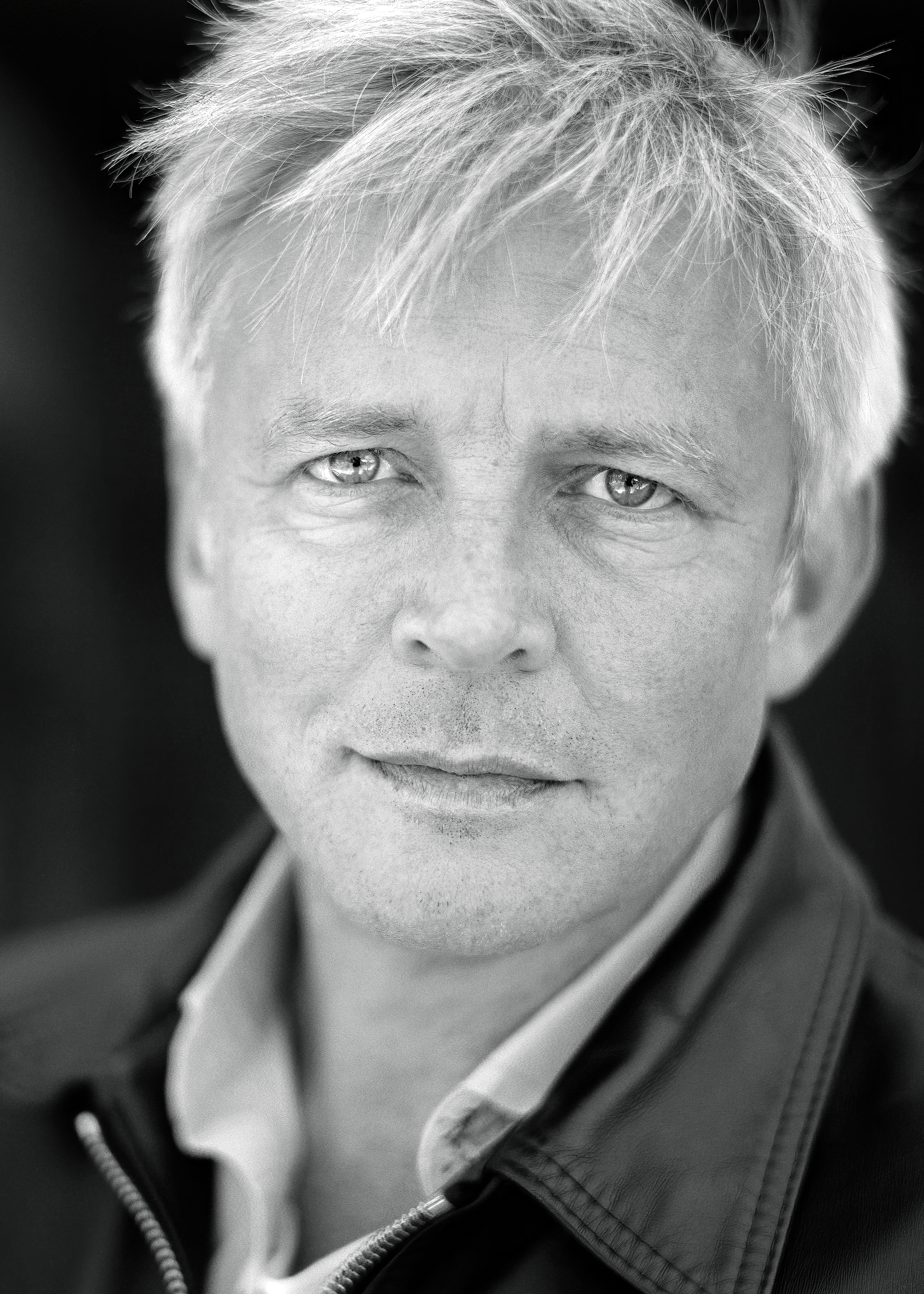
Филипп Росдэйл, основатель Second Life

Second Life (с англ. — «втора́я жи́знь») — трёхмерный виртуальный мир с элементами социальной сети, который насчитывает свыше 1 млн активных пользователей. Проект был разработан и запущен в 2003 году компанией Linden Lab, расположенной в Сан-Франциско и основанной Филиппом Росдэйлом, бывшим CTO RealNetworks.

## Описание
Second Life — не столько игра в обычном понимании, сколько виртуальное пространство с определёнными свойствами. Здесь нет необходимости зарабатывать очки, «прокачивать» своего персонажа, нет присущих обычным играм заданных сюжетом заданий. Вместо этого владельцы аккаунтов получают возможность выбрать наиболее приемлемый для них способ виртуального существования — участие в сообществах по интересам, создание виртуальных товаров, строительство, создание виртуальных предметов искусства, общение в чате или голосом, путешествия по многочисленным примечательным местам виртуального мира.
В Second Life существуют созданные резидентами зоны для ролевых игр и виртуальных «боевых действий» — поединков или массовых схваток, как правило, выдержанных в определённой концепции (самурайские бои, поединки в стиле американского Дикого Запада, фехтование на античном или средневековом европейском холодном оружии, футуристические боевые системы, и так далее). Пользователи могут развлекаться различными сложными и мини-играми, взаимодействовать с окружением и свободно перемещаться по трехмерному миру. Имеются и серьёзные «ролевые миры», требующие большой вовлечённости (например, сегмент Гор).
SL-концепция в русскоязычной периодике впервые была обнародована медиа-идеологом М. Леско в журнале «Профиль»:

Мир SL … изумительно светел и красив, даже если речь идет об обителях драконов или вампиров. К тому же потрясающе разнообразен, поскольку Линдены предложили пользователям самим застраивать «голую» вселенную. То есть употребили креатив миллионов своих пользователей совершенно бесплатно! Прилетающие в SL резиденты осваиваются на своих территориях, как им нравится, — засаживают их лесами, украшают цветами, заполняют городами, острова окружают морями, не забывая населять водные пространства прекраснейшими рыбами. И мрачный взгляд киберпанка не стал здесь популярным. Даже «готические», то есть заведомо «темные» земли, и те чарующе привлекательны. В этом, можно сказать, и состоит гениальность придумки — SL-мир даёт возможность окунуться в чужие сладостные грёзы и посмотреть на визуализированные мечты (в том числе и эротические, но это как раз не самая интересная составляющая Second Life). Самым любопытным в этом проекте является даже не сам креатив, а потрясающее сходство игровых реалий с настоящей жизнью. Филип Роздейл так и сказал однажды: «Я не игру создаю, а новое государство». Со всеми вытекающими отсюда последствиями.

В Second Life есть возможность слушать музыку и смотреть видео, включая интернет-трансляцию радиостанций, просмотр фильмов и т. п.

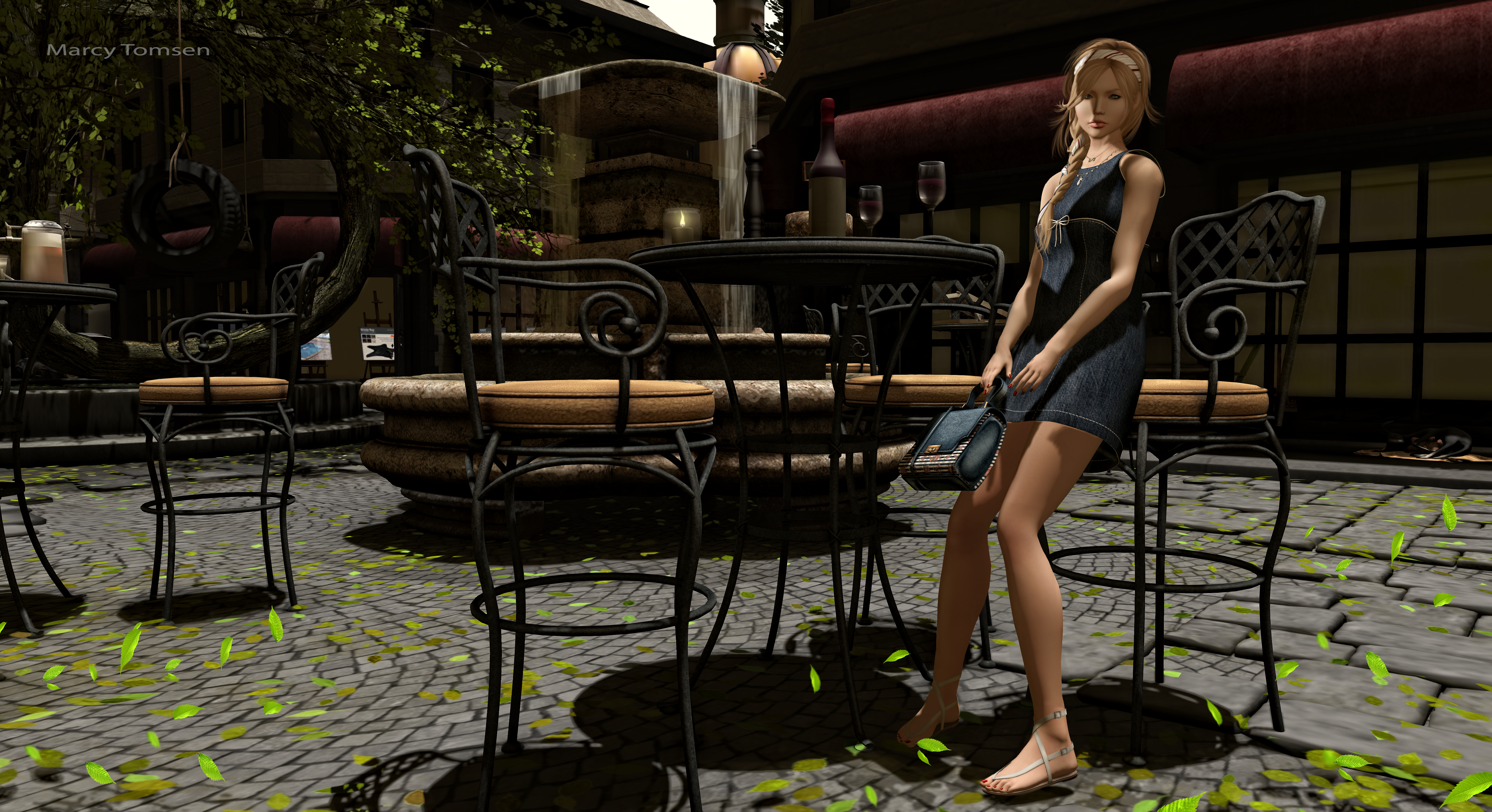
Девушка на площади

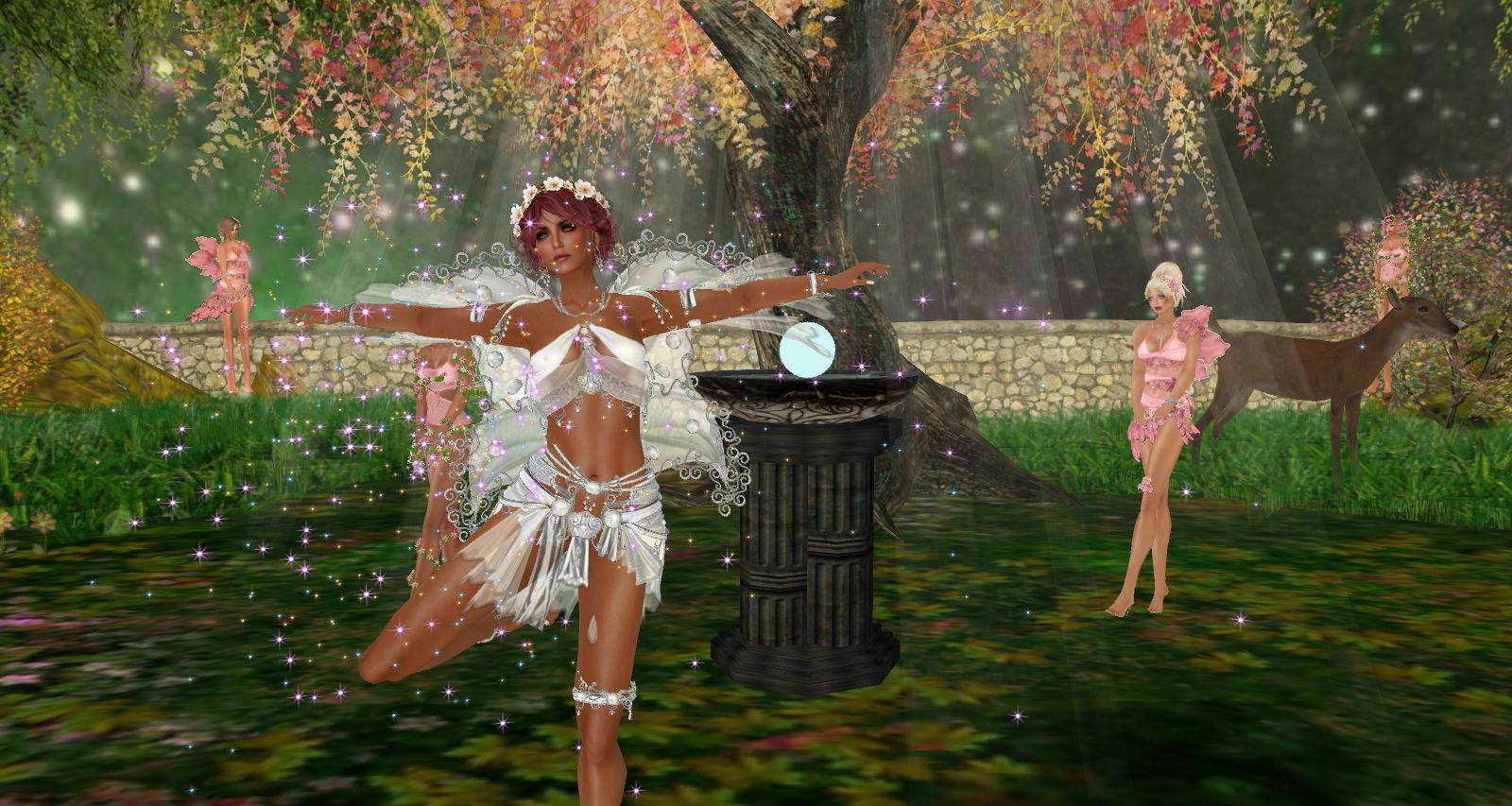
Волшебный сад

В Second Life есть также виртуальная валюта под названием Linden Dollar (L$), которую можно получить, купив за настоящие деньги; предусмотрена также обратная конвертация, что создает возможность организации в Second Life вполне реальных бизнес-схем. Ввести деньги в SL можно с помощью кредитной карты, PayPal, Webmoney. Средний коэффициент обмена колеблется от 250 до 300 игровых долларов за 1 реальный. Деньги нужны для покупки и продажи виртуальных товаров, в том числе виртуальной земли. В октябре 2012 года Европейский Центральный Банк опубликовал результаты исследования виртуальных валют, среди который была и денежная система Second Life.
Технически «Мир» Second Life обслуживает крупный массив серверов, которые принадлежат Linden Lab. Этот массив серверов известен как «the grid» — «сетка».
Число зарегистрированных аккаунтов по состоянию на 2008 год достигло 15 миллионов, в 2010 году — 21,3 миллиона, но примерно 10 % из этих аккаунтов ни разу не входили в игру, а само количество аккаунтов продолжает расти — ежедневно регистрируются 12-15 тысяч новых. Одновременно в мире Second Life находятся в среднем около 40-80 тысяч резидентов (пиковое значение — свыше 90 тыс.). За период 60 дней — около 1,2 млн уникальных пользователей.

## Как присоединиться
Для участия в Second Life необходимо зарегистрировать аккаунт на официальном сайте игры и скачать программу-просмотрщик (вьюер, англ. viewer).
Команда Linden Lab предлагает свой вьюер, с помощью которого можно полноценно существовать в виртуальной вселенной, посещать различные регионы, делать покупки, строить и загружать контент. Однако не все пользователи довольны функциями официального вьюера и разрабатывают свои собственные, предлагая их для загрузки другим игрокам. Просмотрщик Linden Lab имеет открытый код, поэтому можно вносить изменения и создавать свой собственный вьюер. Но не все вьюеры получают одобрение Linden Lab, некоторые даже запрещены к использованию. Разрешенные вьюеры проверяются Linden Lab и публикуются на странице Second Life Wiki с описанием функций и отличий. Некоторые могут быть платными (например, Lumiya — графическое приложение для ОС Андроид). Не рекомендуется пользоваться вьюерами вне официального списка, так как они могут содержать запрещённые коды и функции, за их использование пользователь может быть заблокирован в игре с потерей нажитого имущества.
Настройки графики позволяют видеть мир как максимально реалистично (с тенями, бликами воды, циклом дня и т. д.), так и достаточно примитивно. Пользователь сам решает, как он будет видеть мир, в зависимости от возможностей своего компьютера и выбранного вьюера.
Аккаунты делятся на базовый и премиум. Создание базового аккаунта в Second Life бесплатно, так же как и посещение многих регионов, строительство примитивных объектов и пр. Однако для загрузки контента в игру необходима местная валюта. Каждая загрузка (текстуры, 3D объекты, анимации, звуки) стоит 10 виртуальных долларов. Также платным является владение землёй. Базовый аккаунт может арендовать землю у других пользователей по договорной цене.
Премиум аккаунт оплачивается дополнительно, его преимуществами являются возможность продажи игровой валюты на местной бирже и даже обмен на реальные деньги, получение бесплатного кусочка земли (512 sqm) во владениях самой Linden Lab, возможность покупки регионов непосредственно у Linden Lab, доступ к быстрой поддержке и быстрому рассмотрению жалоб, а также посещение закрытых регионов для строительства. Стоимость премиум аккаунта составляет 72 доллара США в год, но многие пользователи предпочитают использовать базовый аккаунт, потому что этого вполне достаточно для обычного существования в виртуальной вселенной. Премиум аккаунт обычно требуется для тех, кто создаёт бизнес в рамках Second Life.

### OpenSimulator
В январе 2007 года был создан самостоятельный проект «OpenSimulator» («OpenSim») для разработки серверной платформы с открытым исходным кодом для создания многопользовательских 3D виртуальных миров. Первоначально целью нового проекта была разработка полнофункционального серверного программного обеспечения для клиентов Second Life. В августе 2012 года компания-разработчик изменила протокол связи, что исключило возможность напрямую использовать клиент Second Life для работы с OpenSim без специального модуля.
OpenSIM лицензирован BSD, написан на C# и может работать в среде Mono.

## Контент

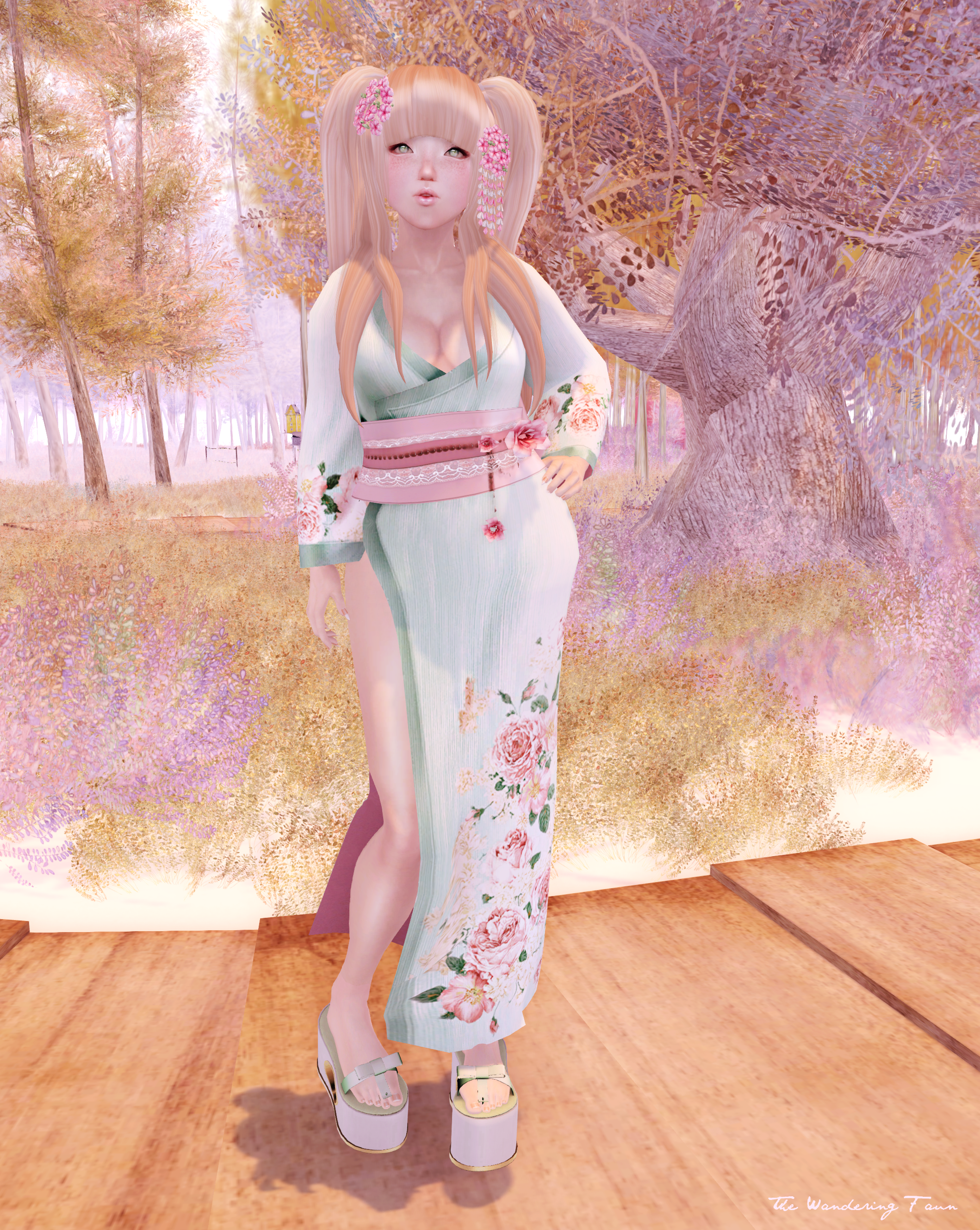
Скриншот персонажа Second Life

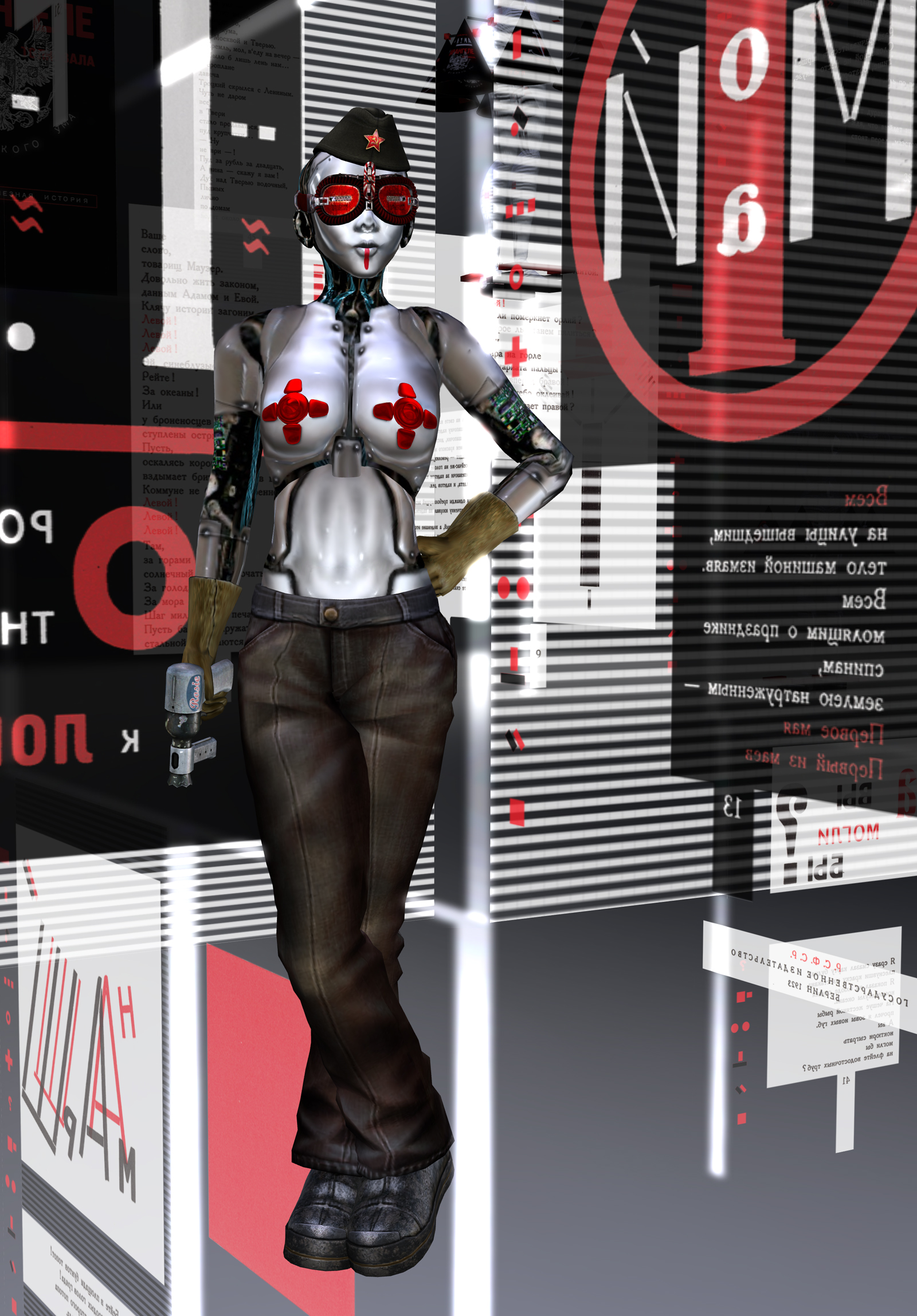
Созданный персонаж

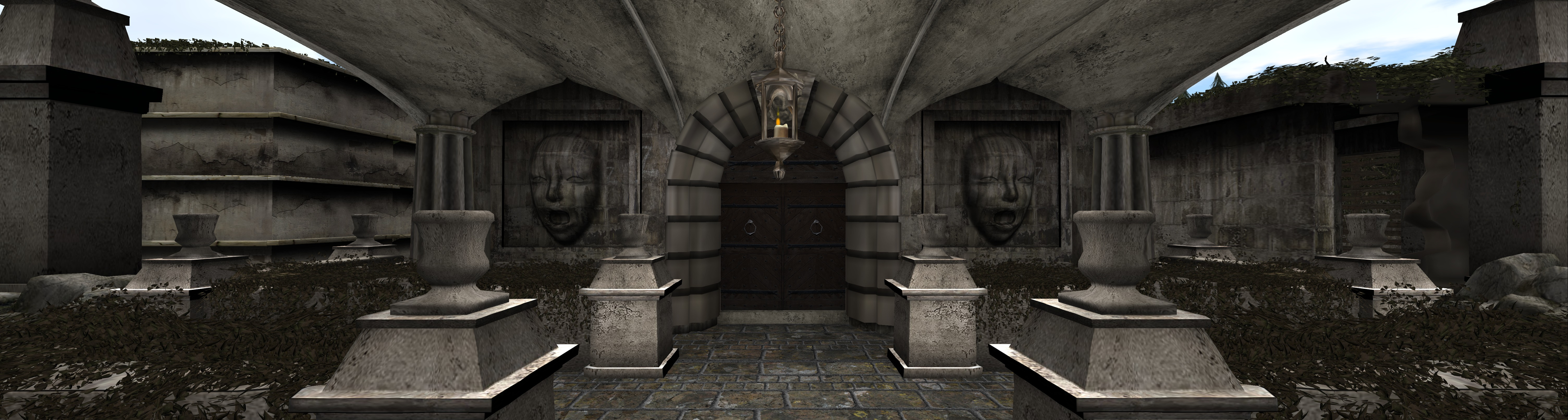
Двор замка

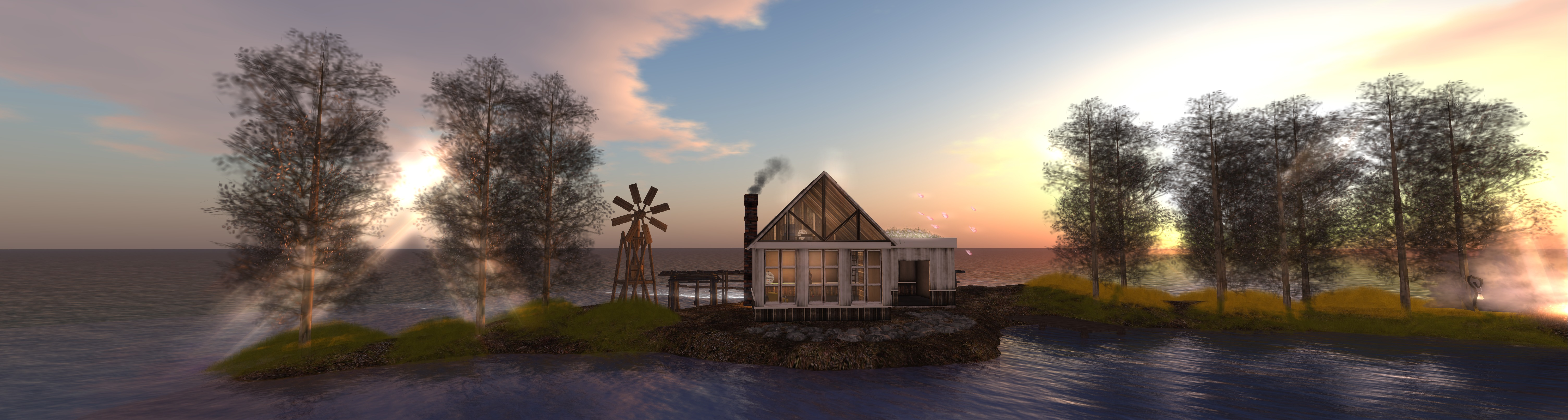
Панорама

В Second Life сами жители создают окружающий их контент: одежду, дома (редактирование и владение землёй только для платных аккаунтов), автомобили и многое другое. Жители (резиденты) сами выбирают и модифицируют (или покупают готовый у других резидентов) свой внешний вид в Second Life — вид своего аватара. Начиная с 2003 года вид базового аватара оставался неизменным и был крайне примитивным, но в ноябре 2015 года Linden Lab презентовали совершенно новые базовые аватары с современной одеждой, волосами, позами и походкой. Вид базового аватара можно выбирать из библиотеки инвентаря, менять целиком или частично.
В своем аватаре пользователь может менять:
- фигуру;
- «кожу» (определяет реалистичные черты лица и макияж для женщин, а также такие атрибуты на теле, как ключицы, лопатки, рельеф мышц у мужчин, соски, пупок и т. д.);
- волосы (причёску);
- различные виды одежды и обуви (не менее разнообразной, чем в реальном мире);
- анимацию (чтобы иметь приятную походку, красивые позы, когда стоишь или сидишь, жесты на все случаи жизни; в ряде случаев нужна анимация для двух людей, например, чтобы танцевать с другим человеком, сидеть в обнимку или заниматься сексом, и т. д.)

В 2011 году Linden Lab стали развивать технологию Mesh, а в 2014 году добавили так называемый Fitted Mesh. Это дало возможность пользователям создавать более детальные предметы виртуального мира, объемную одежду, части тела и даже аватар целиком. Также разрабатывается возможность изменения точек для базового скелета, чтобы анимировать лицо аватара, пальцы, создавать анимированные крылья, хвосты и прочее на этапе загрузки контента, без использования дополнительных скриптов.
Также пользователь может создавать или приобретать у других пользователей прочий контент, например, личный остров и огромный средневековый замок, различные виды мебели, ювелирные украшения, татуировки на тело и т. д.
В самой игре имеются тысячи магазинов, где всё это можно приобрести (в том числе и бесплатно), также существует официальная торговая площадка по продаже виртуальных товаров для Second Life — Marketplace.
При создании контента для Second Life можно пользоваться встроенным скриптовым языком программирования LSL. Также могут быть использованы различные 3D редакторы и программы типа Блендер, Майя, 3D Max, Photoshop, для создания анимаций — Poser, BVHacker, Qanimator и прочее.
Пример анимированного контента (Massage Animation на YouTube)

## Образование и корпоративные приложения
Многие университеты и компании используют Second Life для обучения, включая Гарвардский и Оксфордский университеты. В 2007 году Second Life используется как место для обучения иностранным языкам. Английский (как второй язык) сейчас изучают в нескольких школах, включая Британский Совет, который сфокусировался на интерактивных молодёжных образовательных сетях (Teen Grid). Институт испанского языка и культуры — Институт Сервантеса и институт немецкого языка и культуры — Институт имени Гёте имеют свои острова в Second Life. Список образовательных проектов (включающий несколько языковых школ) в Second Life можно найти на сайте SimTeach.
Ряд корпораций открыли свои представительства в Second Life, используя виртуальный мир в рекламных целях, а также для проведения совещаний и взаимодействия сотрудников. Например, IBM выстраивает виртуальное рабочее пространство для работников из удалённых регионов, Sun Microsystems — для сотрудников, работающих вне офиса. Reuters и CNN используют Second Life для распространения и получения информации, а NASA открыло виртуальный исследовательский центр. В Second Life работает информационный центр Армии США

## Second Life как социальная сеть
Second Life выполняет роль социальной сети, в рамках которой пользователи могут общаться друг с другом. Linden Lab поощряет развитие в этом направлении, интегрировав профили пользователей с твиттером и Facebook. Участники Second Life объединены в многочисленные группы самой разнообразной направленности, образуя сообщества по интересам.
Огромное значение Second Life имеет для людей с ограниченными возможностями, позволяя им находить друзей, общение, выражать себя творчески и даже получать средства к существованию, создавая контент.
Трудно подсчитать количество семей, созданных благодаря этому виртуальному миру, однако есть и известные пары, как, например, резиденты Damien Fate и Washu Zebrastripe, которые познакомились в игре, создали совместный бизнес, встретились в реальности и поженились, назвав первенца Линден в созвучно названию создателей игры, Linden Lab.
О взаимоотношениях в Second Life снят фильм «Ты там?».

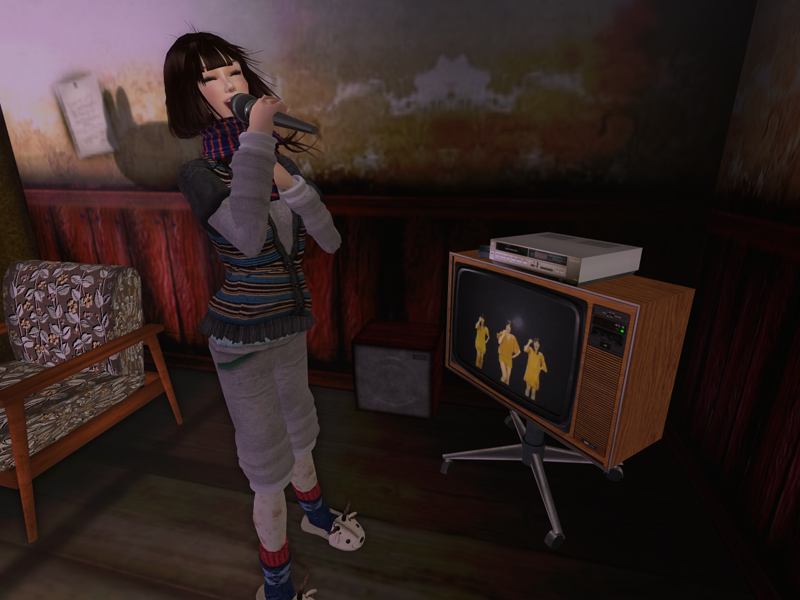
Караоке

## Экономика Second life
Second Life образует свою собственную виртуальную экономику использующую для расчётов виртуальную валюту Линден Доллар (условное обозначение L$). Пользователи («резиденты») Second Life имеют возможность совершать платежи в Линден Долларах внутри виртуального мира, расплачиваясь за виртуальные товары или услуги. Linden Labs не устанавливает гарантий выкупа и официального содержания Линден Доллара, но предоставляет возможность вывода заработанных средств на счета PayPal. Стоимость Линден Доллара никак не коррелирует со стоимостью услуг самой компании Linden Lab.

### Видео
- Репортаж телеканала РЕН-ТВ о SecondLife
- Виртуальная реальность, программа «Сегодня» (Новости), федеральный телеканал НТВ
- Российский журнал «За рубежом» открыл свою виртуальную редакцию
- Сергей Пименов (создатель виртуальной Москвы) дал эксклюзивное интервью НТВ
- Репортаж телеканала СТС-Урал о Second Life